# هارييت ترافيس وادزورث هاربر
هارييت ترافرز وادزورث هاربر (21 أكتوبر 1881-2 نوفمبر 1975), لاعبة فروسية وصيد الثعالب أمريكية. ولدت في 21 أكتوبر 1881 في نيويورك، في رود آيلاند. كانت ابنة النائب الأمريكي جيمس ولكوت، وابنة رجل الأعمال ويليام تريجين ترافرز.
و لدت بعائلة لها خلفية قوية في ركوب الخيل وصيد الثعالب؛ كان عمها دبليو أوستن وادزورث كان المسيطر على الصيد في وادي جينسي
, حتى أنها بدأت في ركوب السرج الجانبي في سن الخامسة. تم تشخيصها لاحقًا بأنها مصابة بالانحناء الجانبي في العمود الفقري واقترح الطبيب التخلص من السرج الجانبي على يمين الحصان الذي يواجه منطقة الانحناء، على عكس الوضع المعتاد وركبت بهذه الطريقة بقية حياتها.
أثناء طفولتها، قامت بزيارات متكررة لخالتها إليزابيث وادزورث بوست في المملكة المتحدة. في إحدى تلك الزيارات، التقت بالشابة إليانور روزفلت، صديقة وزميلة ابنة عمها نيللي بوست، وتذكرتها على أنها «الفتاة الأمريكية الصغيرة التي كانت تشعر بالحنين إلى الوطن.»
في عام 1913، تزوجت وادزورث من فليتشر هاربر (1874-1963)، وهو لاعب بولو كان حفيد فليتشر هاربر. كانوا مخطوبين بينما كان هاربر في المستشفى بكسر في الساق بعد «صراع مع حصان عنيد». واستقرا في النهاية في مزرعة الصداقة بالقرب من السهول، فيرجينيا. كان فليتشر هاربر رئيسًا لمسابقة أورانج كاونتي هانت من عام 1920 إلى عام 1953. ويعود الفضل للزوجين في الترويج لرياضة صيد الثعالب في المنطقة، والعمل مع مالكي الأراضي المحليين لفتح الأرض أمام هذه الرياضة ونشرها هناك بين النخب الأمريكية.
في عام 1930 تم رسم هاربر وزوجها بواسطة الرسامة إلين إيميت راند وتم تضمين كلتا الصورتين في معرض راند لعام 1936 في نيويورك للصور الرياضية، وفي عام 1966، نشرت سيرتها الذاتية، حول العالم في ثمانين عامًا على السرج الجانبي.
توفيت هارييت ترافرز وادزورث هاربر في 2 نوفمبر 1975 في وارينتون بولاية فيرجينيا.